# 쓰야마촌 (니가타현)
쓰야마촌(津山村)은 니가타현 기타우오누마군에 설치되었던 촌이다. 현재의 나가오카시에 해당한다.